# Wushu bei den Olympischen Spielen
Wushu war bisher lediglich zweimal im Rahmen des "inoffiziellen Programms" bei den Olympischen Sommerspielen 1936 in Berlin und im Begleitprogramm der Olympischen Sommerspiele 2008 in Peking vertreten. 

## 1936
Am Rande der Spiele in Berlin wurde Wushu von einem Team chinesischer Athleten bei den Olympischen Spielen in Berlin vorgestellt. Im offiziellen Bericht der Spiele wurde Wushu als „Chinesisches Boxen“ bezeichnet und als nationale Turnvorführung kategorisiert. Die Demonstration fand am 11. August 1936 statt.

## 2008
In Peking fand parallel zu den Olympischen Spielen ein Wushu-Turnier statt. Es wurden Medaillen verliehen, obwohl es sich nicht um einen offiziellen Demonstrationssport handelte. Das Pekinger Wushu-Turnier nutzte das gleiche kombinierte Veranstaltungsformat, das bei Wushu-Wettbewerben wie den Asienspielen, den Südostasienspielen und den Nationalspielen Chinas zu sehen war. Es fanden insgesamt 15 Wettbewerbe, acht für Männer und sieben für Frauen, statt.